# Какулу-Кабаса
Какулу-Кабаса (порт. Caculo Cabaça) — небольшой город и коммуна в Анголе, расположен в провинции Северная Кванза, в составе муниципалитета Банга. Какулу-Кабаса — название города с двумя центрами, соединёнными дорогой и расположенными на расстоянии 5 км друг от друга.

## Этимология
Название «Какулу Кабаса» происходит от легенды о близнецах Какулу и Кабасе, которые, согласно устному преданию, потеряли отца в день своего рождения. Его похитила ведьма-птица, которая унесла его в далёкие страны, оставив слепым и отцом двух женщин-птиц. Эта легенда является частью мифологических традиций королевства Ндонго.

## История
Старый городской центр в Какулу-Кабаса называется Банза, деревня, где проживали местные власти; более новый городской центр ведёт своё начало от основания португальцами военного форпоста, который позже был преобразован в торговый пост.
Во время гражданской войны в Анголе (1975—2002) новый город был оставлен жителями и властями, а его дома и постройки колониальной эпохи были практически разрушены. До начала конфликта в 1974 году здесь были административный центр, медицинский центр, начальная школа, плотина с водопроводом, работающим от гидравлических насосов, электричество от дизель-генератора, кофейные шелушильные заводы, бары, рестораны, гостевые дома и торговые заведения. Ежегодно в августе также проводилась крупная кофейная ярмарка, координируемая колониальной администрацией, где торговцы и фермеры совершали свои сделки.

## География
Растительность представлена в зоне влажной саванны с лесами вдоль многочисленных рек.
Местное население принадлежит к народу амбунда и говорит преимущественно на португальском языке и языке кимбунду.

## Экономика
Местные фермеры и крестьяне выращивают в основном временные культуры маниоки, арахиса (гингубы), сахарного тростника, овощей и кукурузы; на плантациях они выращивают бананы, манго, мабок, мушмулу, апельсины и папайю. Основу экономики региона составляют плантации кофе.